# Джеймс Брукс
Джеймс Ло́ренс Брукс (англ. James Lawrence Brooks; нар. 9 травня 1940) — американський продюсер, сценарист та режисер. Найбільший режисерський успіх — фільм «Мова ніжності», який отримав 5 премій «Оскар» 1984 року.
Творець серіалів «Кімната 222», «Шоу Мері Тайлер Мур», «Рода», «Лу Грант» та «Таксі». Один із розробників мультсеріалу «Сімпсони», персонажі якого вперше з'явилися у спродюсованій ним програмі «Шоу Трейсі Ульман». Автор та постановник фільмів «Мова ніжності», «Телевізійні новини» та «Краще не буває».
Лауреат трьох «Оскарів», «Золотого глобуса» та 21 премії «Еммі».

## Біографія
Джеймс Лоренс Брукс народився в єврейській родині в Брукліні (Нью-Йорк), виріс у Норт-Бергені (Нью-Джерсі). Розпочав телевізійну кар'єру на каналі CBS, де у 1964—1966 роках працював сценаристом. Потім перейшов на телеканал ABC, де працював над серіалом «Кімната 222». Після цього його помітили й в наступні роки за його участі були створені такі знамениті в США телешоу, як «Шоу Мері Тайлер Мур» (програма мала величезний комерційний успіх), «Рода», «Таксі» та багато інших.
У 1978 році Брукс прийшов у велике кіно, першою його роботою була посада сценариста та співпродюсера у фільмі «Почати спочатку».
У 1984 році заснував власну телекомпанію, Gracie Films, на чолі якої займався продюсуванням таких відомих фільмів, як Джері Магуайер, Великий, Краще не буває. Один із наймасштабніших і найвідоміших проєктів — мультсеріал «Сімпсони», який завоював величезну популярність у всьому світі.
Найбільший режисерський успіх — фільм «Мова ніжності», який отримав 5 премій «Оскар» у 1984 році — є одним із шести режисерів в історії кінематографа, які отримали цю нагороду за дебютний фільм.

## Фільмографія
| Рік  |    | Назва українською        | Оригінальна назва        | Роль                         |
| ---- | -- | ------------------------ | ------------------------ | ---------------------------- |
| 1979 | ф  | Почати спочатку          | Starting Over            | продюсер, сценарист          |
| 1979 | ф  | Справжнє життя           | Real Life                | актор                        |
| 1981 | ф  | Сучасна романтика        | Modern Romance           | актор                        |
| 1983 | ф  | Мова ніжності            | Terms of Endearment      | режисер, продюсер, сценарист |
| 1987 | ф  | Теленовини               | Broadcasting News        | режисер, продюсер, сценарист |
| 1988 | ф  | Великий                  | Big                      | продюсер                     |
| 1989 | ф  | Скажи хоч щось           | Say Anything…            | виконавчий продюсер          |
| 1989 | ф  | Війна подружжя Роуз      | The War of the Roses     | продюсер                     |
| 1994 | ф  | Я зроблю все             | I'll Do Anything         | режисер, продюсер, сценарист |
| 1996 | ф  | Пляшкова ракета          | Bottle Rocket            | виконавчий продюсер          |
| 1996 | ф  | Джеррі Магуайер          | Jerry Maguire            | продюсер                     |
| 1997 | ф  | Краще не буває           | As Good as It Gets       | режисер, продюсер, сценарист |
| 2001 | ф  | Сильна жінка             | Riding in Cars with Boys | продюсер                     |
| 2004 | ф  | Спенгліш                 | Spanglish                | режисер, продюсер, сценарист |
| 2007 | мф | Сімпсони у кіно          | The Simpsons Movie       | продюсер, сценарист          |
| 2010 | ф  | Звідки ти знаєш?         | How Do You Know          | режисер, продюсер, сценарист |
| 2012 | мф | Сімпсоні: Найдовший день | The Longest Daycare      | продюсер, сценарист          |
| 2025 | ф  | Елла Маккей              | Ella McCay               | режисер, продюсер, сценарист |